# クリスマス休戦

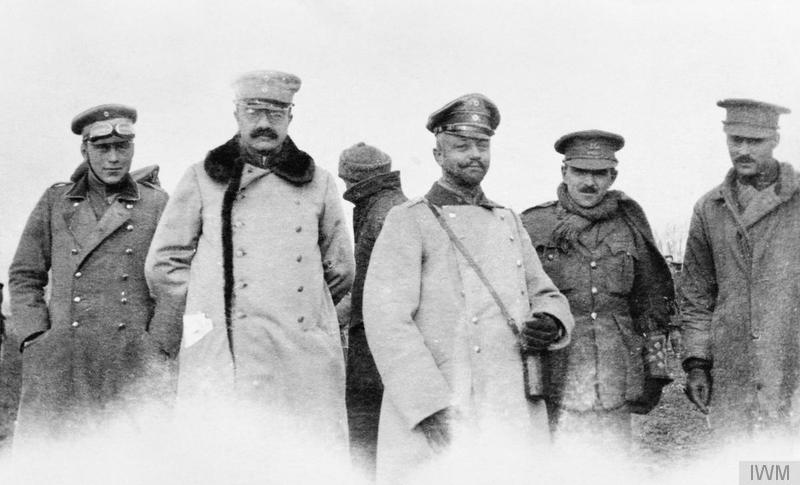
クリスマスの休戦を祝う両軍の将校ら

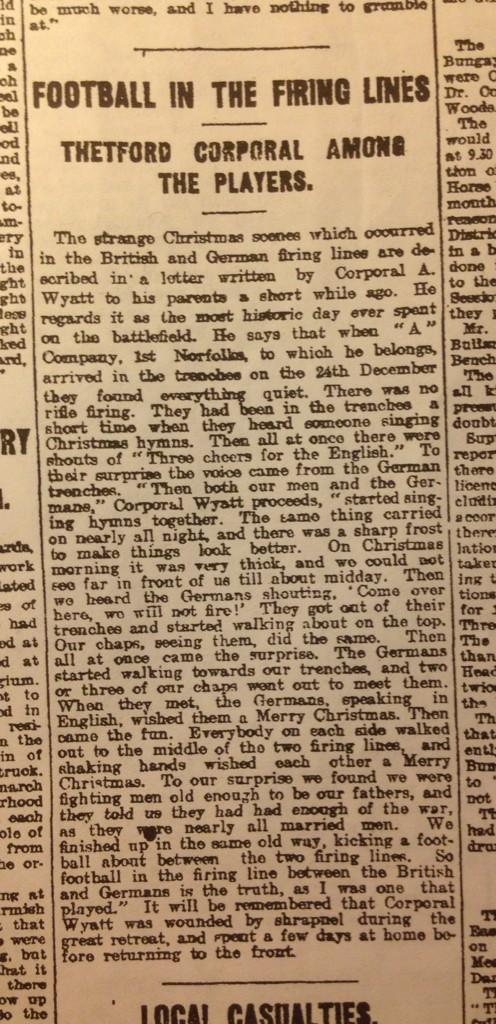
クリスマス休戦の最中に行われたサッカーの試合について報じる記事

クリスマス休戦（クリスマスきゅうせん、ドイツ語: Weihnachtsfrieden, 英語: Christmas truce）とは、第一次世界大戦中の1914年12月24日から12月25日にかけて西部戦線各地で生じた一時的な停戦状態である。この日、最前線で対峙していたドイツとイギリスの兵士たちが共にクリスマスを祝ったと伝えられている。ただし、戦闘がそのまま継続していた地域も少なくなかった。

## 背景
クリスマス休戦が発生したのは、第一次世界大戦勃発からおよそ5ヶ月が過ぎた1914年12月のことである。戦争が予想よりも長期化しつつあったことから、この頃までにいわゆる「持ちつ持たれつ」（Live and let live）の雰囲気が前線に広まっていた。すなわち、戦死者の回収および埋葬や塹壕の修復などの作業を行う際、互いに短期間の停戦を行うという認識が暗黙の内に生まれていたのである。また、戦争の長期化は備蓄物資の枯渇も招いており、両軍とも春までは本格的な軍事作戦を停止すると決めていた。

## 休戦
クリスマス休戦は主にフランドル地方に展開する英独軍の間で生じた。公的な停戦ではなかったため、クリスマス休戦は様々な形で始まった。例えば、ある地域に展開していたイギリス軍将校アルフレッド・デューガン・チャター（Alfred Dougan Chater）によれば、クリスマスの日の朝10時頃、塹壕の胸壁越しにドイツ兵が手を振るのが見えたという。それから次々と兵士たちが塹壕から這い出ていき、自然と停戦状態が生じたのである。
フランス北部で戦っていたイギリス軍将校チャールズ・ブレーワー（Charles Brewer）は、クリスマスイブの夜にドイツ軍の塹壕の中で何かが光るのを目にした。ゆっくりと頭を上げてみると、輝いていたのは飾られたクリスマスツリーであり、さらにドイツ語で『きよしこの夜』を歌うのも聞こえてきた。これを聞いたイギリス兵たちも、英語で『きよしこの夜』を歌った。そして夜が明けると、両軍の兵士がそれぞれ塹壕を出て、停戦状態が生じたのだという。
英独の将兵らはクリスマス休戦の最中、両軍の戦死者の遺体を回収し合同埋葬式を行ったほか、酒類、タバコ、チョコレートといった品物やサインの交換、記念写真の撮影などでクリスマスを祝った。いくつかの地域では、鉄条網と砲弾穴に囲まれた塹壕間の無人地帯でサッカーの試合が行われた。まともなボールがなかった場合、空き缶や小さい土嚢が代わりに使われた。
停戦の発端は、多くの場合ドイツ側だったという。これは当時ドイツ軍が優勢で将兵らに精神的な余裕があったことに加え、戦前イギリスで働いていて英語を話せる者が多かったためである。
ほとんどの地域において日没と共に停戦状態は終結したが、一部では元旦まで戦闘状態が停止していた。
一方、クリスマス休戦を快く思わない者も少なからずいた。それは例えば、戦友を殺した敵を許せない将兵や、戦意の低下を危惧する高官らである。当時上等兵として従軍していたアドルフ・ヒトラーは、クリスマスを祝おうとする仲間たちを「戦時中にこのようなことをするべきではない」と叱りつけたという。停戦が生じず戦闘状態が継続した地域もあり、クリスマスを祝おうと塹壕を出て殺害された兵士も多数いる。また、1914年末の時点でイギリス海外派遣軍（BEF）は連合国軍の主力ではなく、クリスマス休戦が生じた地域は西部戦線全体から見ればごく一部であった。連合国軍の主力であり、なおかつ国土が戦場と化していたフランス、そして国土が占領下に置かれているベルギーの兵士の多くは、ドイツ軍とクリスマスを祝おうとしなかった。
その後、BEF司令官ジョン・フレンチ将軍は、このような非公式の停戦を今後認めない旨を厳命した。ドイツ帝国陸軍参謀総長エーリッヒ・フォン・ファルケンハイン将軍もクリスマス休戦を受け、「持ち場を離れ敵陣に向かおうとした者は撃て」という旨の命令を発している。1915年以降のクリスマスにこうした停戦が生じることはなく、1918年の休戦まで戦闘状態が継続することになる。

## クリスマス休戦を題材にした作品
- 素晴らしき戦争（英語版） (1969年）
- Pipes Of Peace (Paul McCartney/1983) - １人２役によるプロモーションビデオでクリスマス休戦が演じられている。
- 戦場のアリア (2005年) - クリスマス休戦の実話を元に実写化された映画
- Dragon Night(SEKAI NO OWARI) (2014年) - クリスマス休戦がモチーフとされる。
- 戦場と二人のドクター - 『ドクター・フー』2017年クリスマススペシャル。クリスマス休戦が解決の鍵になるエピソード。
- 『戦争をやめた人たち：1914年のクリスマス休戦』(2022年) - 鈴木まもるの絵本。ISBN 978-4-7515-3113-6